# NGC 476
NGC 476 ist eine Linsenförmige Galaxie vom Hubble-Typ S0 im Sternbild Fische auf der Ekliptik. Sie ist schätzungsweise 285 Millionen Lichtjahre von der Milchstraße entfernt und hat einen Durchmesser von etwa 40.000 Lichtjahren. Vom Sonnensystem aus entfernt sich die Galaxie mit einer errechneten Radialgeschwindigkeit von näherungsweise 6.300 Kilometern pro Sekunde.
Die Typ-Ia-Supernova SN 2002jy wurde hier beobachtet.
Im selben Himmelsareal befinden sich unter anderem die Galaxien NGC 463, PGC 4922, PGC 4965, PGC 3090575.
Das Objekt wurde am 3. November 1864 von dem deutschen Astronomen Albert Marth entdeckt.